# Бруно Перейрінья
Бруно Перейрінья (порт. Bruno Pereirinha, нар. 2 березня 1988, Сінтра) — португальський футболіст, півзахисник римського «Лаціо».

## Клубна кар'єра
Народився 2 березня 1988 року в місті Сінтра. Вихованець юнацьких команд футбольних клубів «Белененсеш» та «Спортінг».
У дорослому футболі дебютував 2006 року виступами за команду клубу «Олівайш», в якій грав на правах оренди та провів один сезон, взявши участь лише у 9 матчах чемпіонату. 
Згодом повернувся до «Спортінга», до складу якого приєднався 2007 року. Відіграв за лісабонський клуб наступні три сезони своєї ігрової кар'єри. Більшість часу, проведеного у складі «Спортінга», був основним гравцем команди.
З 2010 по 2011 рік грав на правах оренди у складі команд клубів «Віторія» (Гімарайнш) та «Кавала».
Знову повернувся до «Спортінга» у 2011 році, однак закріпитися в основній команді йому не вдалося, і через конфлікт з керівництвом клубу, його було переведено до молодіжного складу.
Взимку 2013 року перейшов до римського «Лаціо», сума трансферу склала 2 мільйони євро. В Італії стати гравцем основного склду Бруно не вдалося і, провівши лише 22 ігри чемпіонату, влітку 2015 він викупив власний контракт і переїхав до Бразилії, де продовжив виступи на футбольному полі в місцевому «Атлетіку Паранаенсе».

## Виступи за збірні
У 2005 році дебютував у складі юнацької збірної Португалії, взяв участь в 11 іграх на юнацькому рівні.
Протягом 2007–2010 років  залучався до складу молодіжної збірної Португалії. На молодіжному рівні зіграв у 22 офіційних матчах.

## Титули та досягнення
- Володар Кубка Португалії (2):

«Спортінг (Лісабон)»: 2006-07, 2007-08
- Володар Суперкубка Португалії (1):

«Спортінг (Лісабон)»: 2008
- Володар Кубка Італії (1):

«Лаціо»: 2012-13
- Переможець Ліги Паранаенсе (1):

«Атлетіку Паранаенсі»: 2016